# (42614) Ubaldina
(42614) Ubaldina est un astéroïde de la ceinture principale.

## Description
(42614) Ubaldina est un astéroïde de la ceinture principale. Il fut découvert le 2 mars 1998 à San Marcello Pistoiese par Luciano Tesi et Alfredo Caronia. Il présente une orbite caractérisée par un demi-grand axe de 2,24 UA, une excentricité de 0,08 et une inclinaison de 1,2° par rapport à l'écliptique.

## Compléments